# Уракан Валенсия
«Уракан Валенсия» (исп. Huracán Valencia CF) — бывший испанский футбольный клуб из города Торренте, в провинции Валенсия в одноимённом автономном сообществе.

## История
Клуб был основан в июне 2011 года, в результате переезда из Эльче в Манисес команды «Торрельяно Ильисе», выступавшей до этого в Терсере. Через месяц после своего основания клуб приобрёл, освободившееся после перевода в Терсеру клубов «Аликанте» и «Кастельон», вакантное место в Сегунда Б, тем самым получив повышение в классе не сыграв ни одного матча.
В январе 2012 года тренером молодёжной команды клуба стал знаменитый в недавнем прошлом футболист Фернандо Морьентес.
Летом 2014 года клуб переехал с Муниципального стадиона Манисеса на арену «Сан-Грегорио» в Торренте.
30 декабря 2015 года Королевская испанская футбольная федерация исключила «Уракан Валенсия» из соревнований из-за многократной неуплаты платежей за обслуживание матчей. В следующем месяце клуб официально объявил о банкротстве.

## Сезоны по дивизионам
- Сегунда Б — 5 сезонов